# Wolfgang Madjera

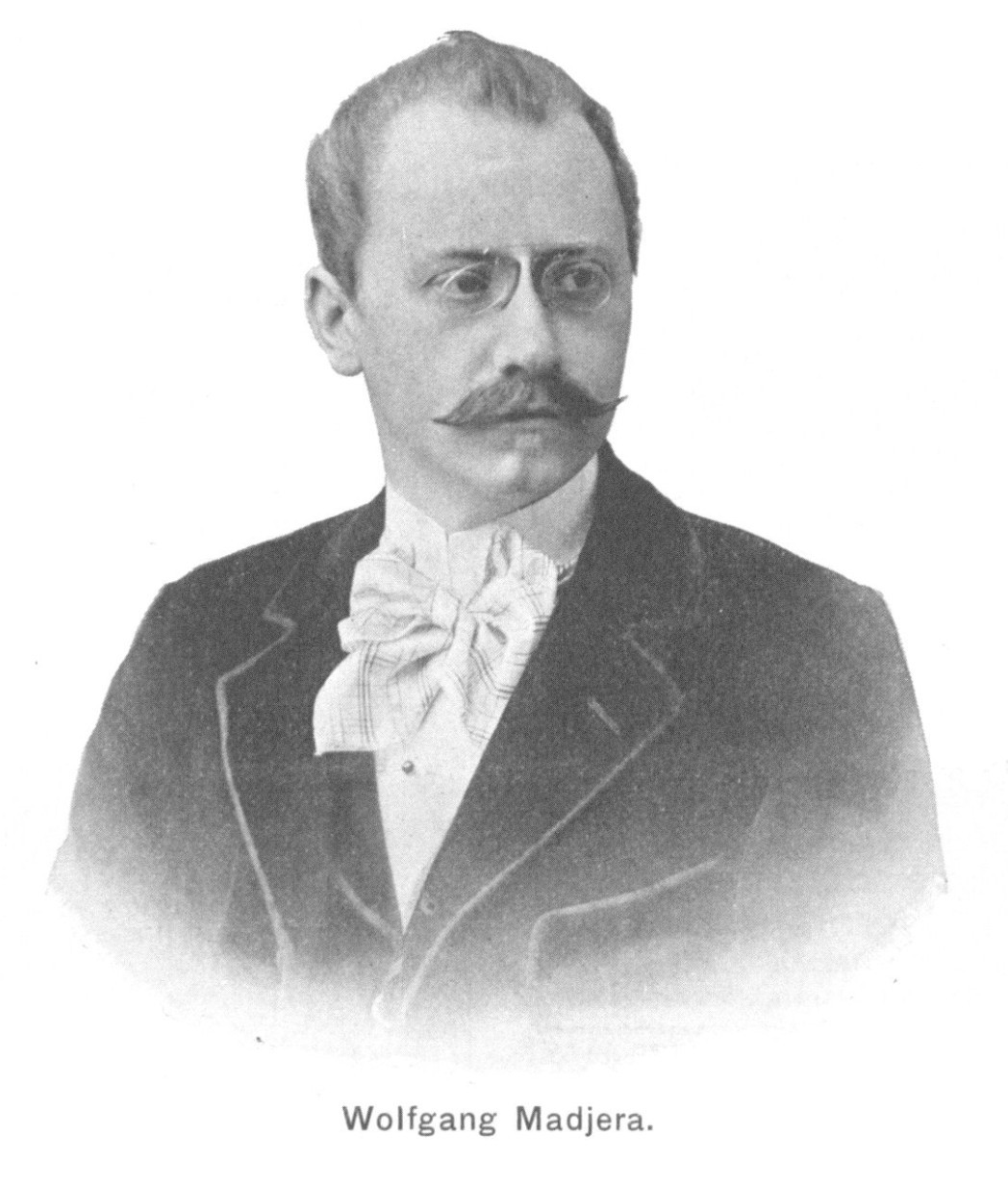
Wolfgang Madjera im Jahre 1902

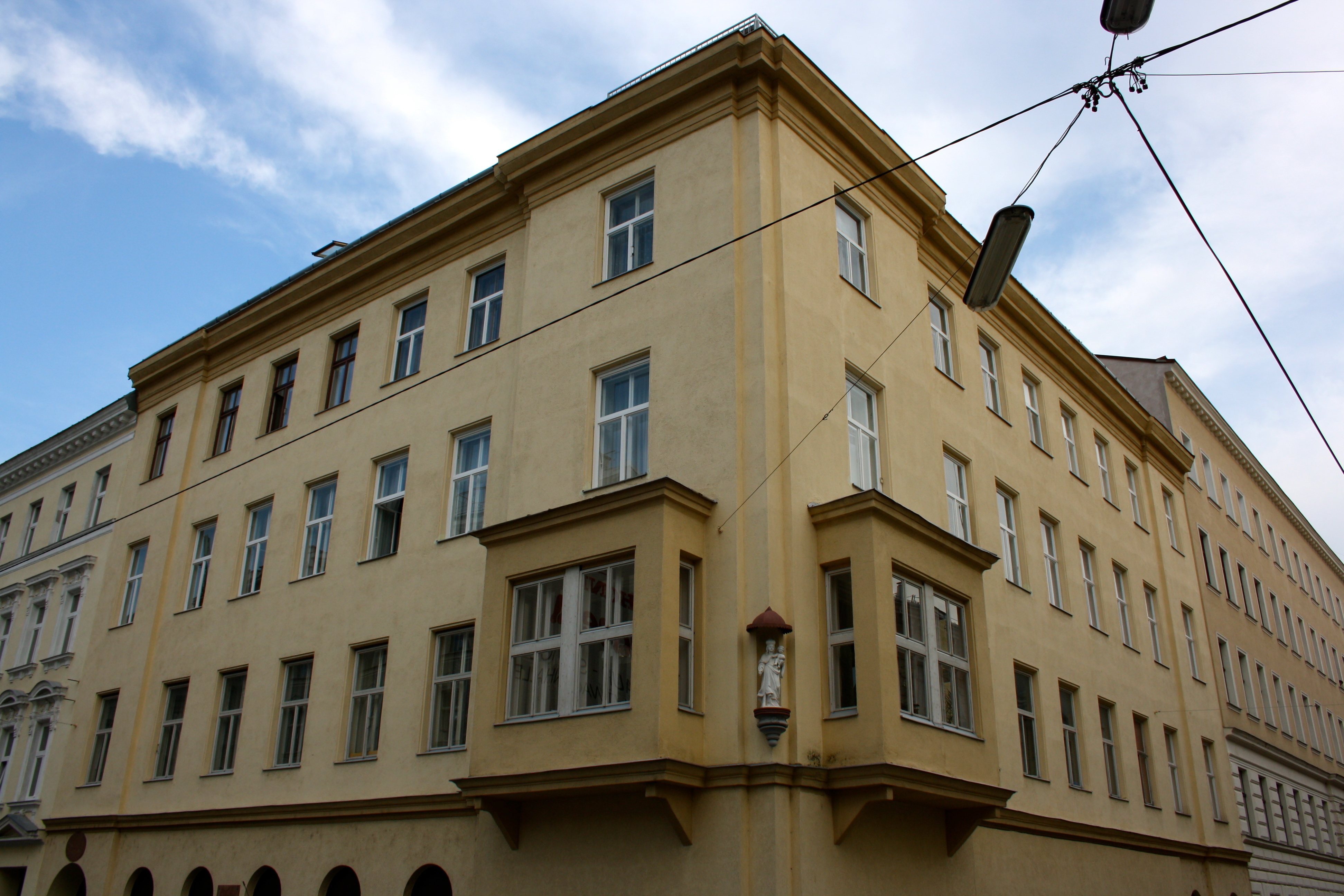
Wohnhaus Madjeras in der Anastasius-Grün-Gasse 25

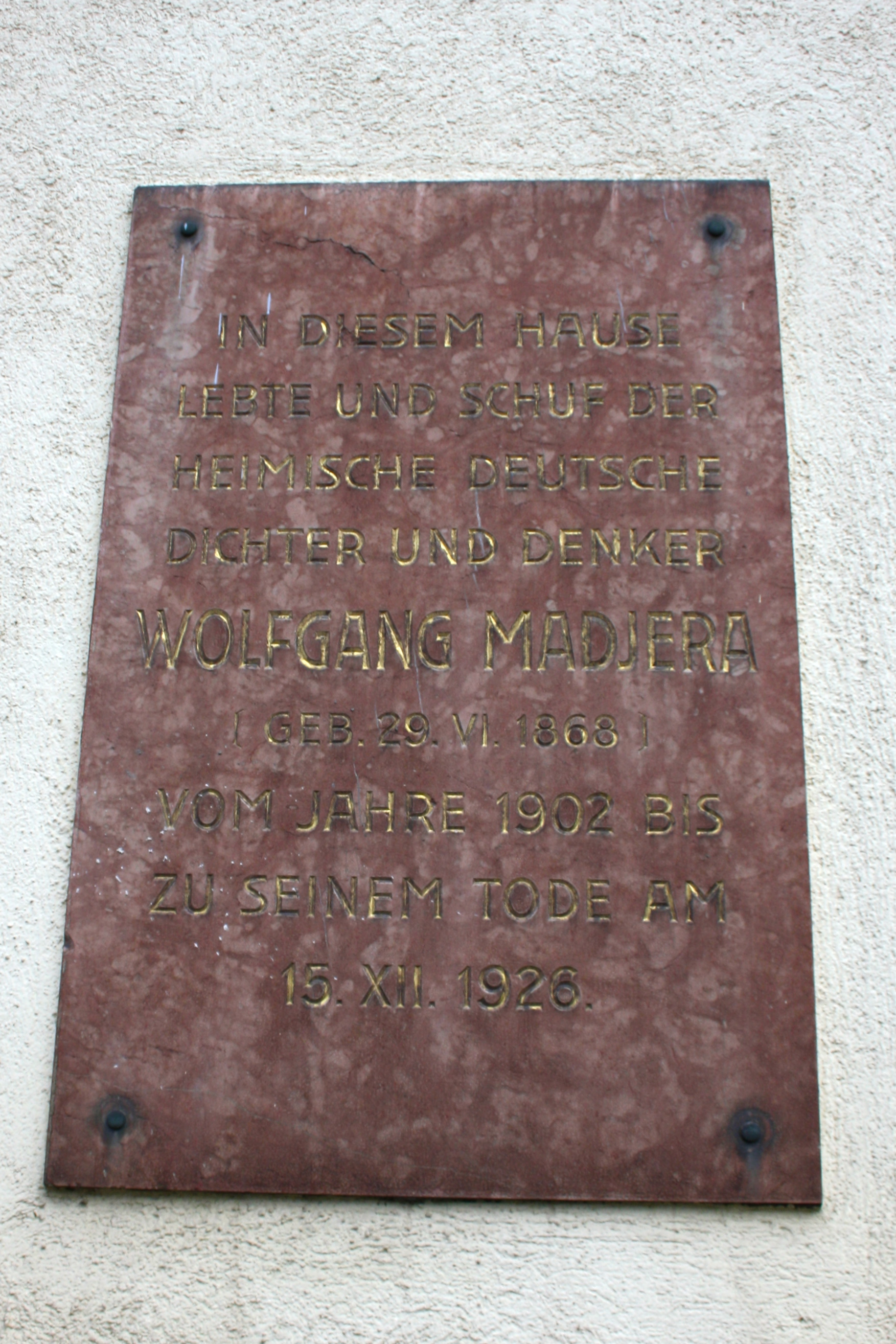
Gedenktafel

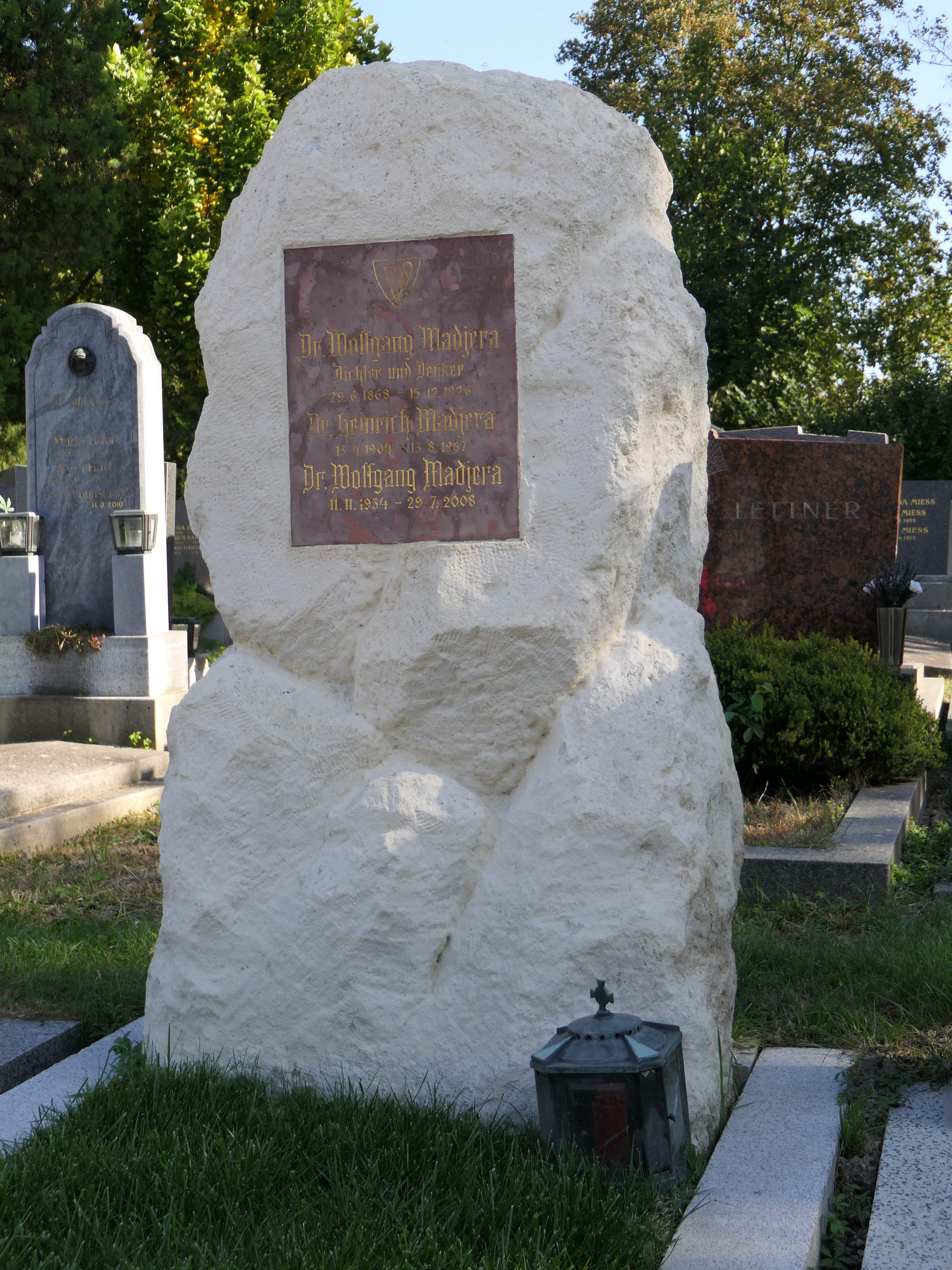
Grabstätte von Wolfgang Madjera

Wolfgang Madjera (* 29. Juni 1868 in Wien; † 17. Dezember 1926 ebenda) war ein österreichischer Dichter und Schriftsteller.

## Leben
Wolfgang Madjera war der Sohn des Malers Karl Madjera. Er war als Jurist Wiener Magistratsbeamter, zuletzt seit 1919 Obermagistratsrat. Nach dem Ersten Weltkrieg war er Präsident der Wiener Landesgruppe der Deutsch-Österreichischen Schriftstellergenossenschaft.
Sein Grab befindet sich am Wiener Zentralfriedhof (Gruppe 30E, Reihe 3, Nummer 19). An seinem ehemaligen Wohnhaus Anastasius-Grün-Gasse 25 in Wien-Währing, wo er von 1902 bis zu seinem Tod lebte, befindet sich eine Gedenktafel für ihn. Die Madjeragasse in Wien-Hietzing wurde 1936 nach ihm benannt.

## Bedeutung
Madjera trat um die Jahrhundertwende mit Gedichten, Theaterstücken und Märchen hervor. Er schrieb auch Essays in patriotischem Geist und veröffentlichte unter anderem für Der Liebe Augustin.

## Werke
- Moderne Sonette und Vierzeiler. Konegen, Wien 1893
- Conrad Vorlauf. Bürgermeister von Wien. Schauspiel in 5 Aufzügen. Hoftheater, Wien 1900
- Helden der Feder. Schauspiel in 3 Aufzügen. Ronagen, Wien 1902
- Schatten und Sterne. Gedichte. Konegen, Wien 1902
- Ahasver. Tragödie in 5 Aufzügen. Österreichische Verlagsanstalt, Wien 1903
- Politik und Geistesleben in Wien. Ein Mahnruf. Konegen, Wien 1905
- Märtyrer der Krone. Schauspiel in 5 Aufzügen. Manz, Wien 1906
- Wie verrichten die Wiener Theater Kulturarbeit. Stern, Wien 1907
- Briefe über das Christentum. Akademie, Wien 1907
- Glorreichen Herrschern huldigt ihr Wien. Festspiel in 2 Bildern. Deutsche Heimat, Wien 1908
- Kinder des Waldes. Neue Gedichte. Akademie, Wien 1909
- Frau Poesie sucht Herberge. Ein Märchenkranz. Gerlach & Wiedling, Wien 1913
- Sommersonnenwende. Eine Auslese neuer Gedichte. Braumüller, Wien 1918
- Germanias Dornenschlaf. Zeitgedicht. Habernal, Wien 1919
- Der Minne Sang und Sehnen. 35 Minnelieder alten Sängern nachgedichtet. Literarische Anstalt, Wien 1920
- Der Satyr und das Elfenkind. Ein neuer Märchenkranz. Strache, Wien 1920
- Verklärter Geist – verklärtes Land! Andachten und Erinnerungen. Literarische Anstalt, Wien 1921
- Valerie. Ein Totenopfer. Österreichischer Schulbücherverlag, Wien 1925
- Die österreichische Landschaft. Allgemeine Bergsteiger-Zeitung, Wien 1926